# Runina
Runina est un village de Slovaquie situé dans la région de Prešov.

## Histoire
Première mention écrite du village en 1569.

## Démographie

### Évolution de la population
| Année:               | 1994. | 2004.    | 2014.   | 2024.    |
| -------------------- | ----- | -------- | ------- | -------- |
| Nombre de personnes: | 123   | 74       | 80      | 69       |
| Différence:          |       | -39,83 % | +8,10 % | -13,75 % |

| Année:               | 2023. | 2024.   |
| -------------------- | ----- | ------- |
| Nombre de personnes: | 71    | 69      |
| Différence:          |       | -2,81 % |